# ニコラス・タルコフ

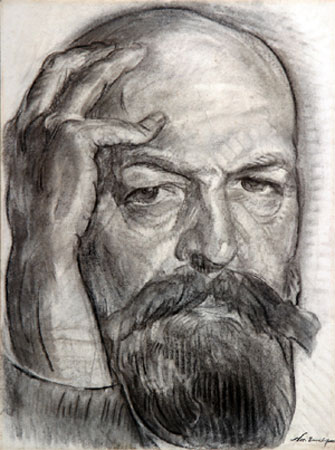
Николай Тархов, 1921

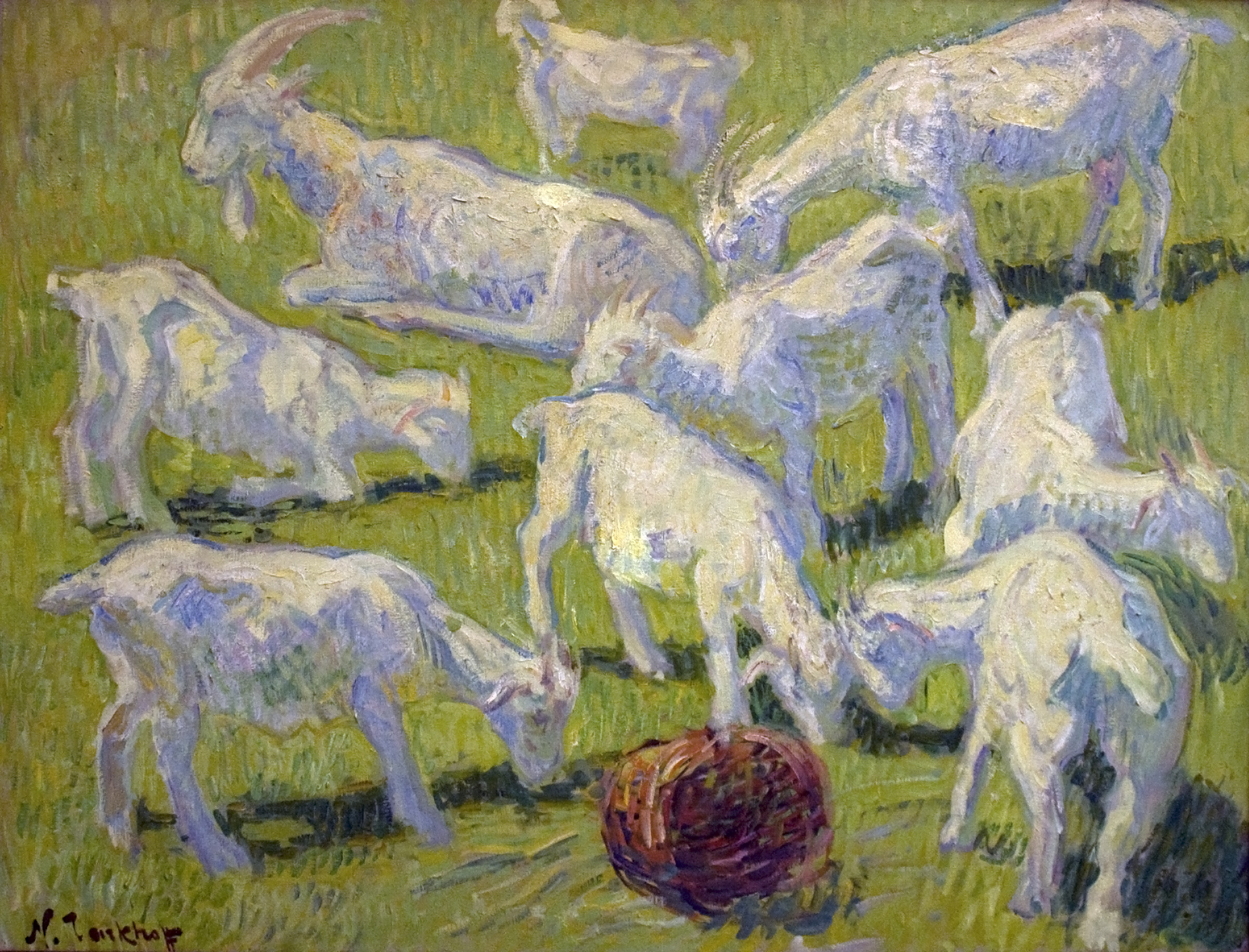

ニコラス・タルコフ（Nicolas Tarkhoff、ロシア語: Николай Александрович Тархов ニカラーイ・アリクサーンドラヴィチ・タルホーフ、1871年1月20日 - 1930年6月5日）はロシア出身で主にフランスで活動した画家。

## 生涯
モスクワの裕福な商家に生まれる。1894年にモスクワ絵画・彫刻・建築学校を受験し失敗。絵の勉強は独学で続けることとなる。1897年に、印象派の紹介に努めていたコンスタンチン・コロヴィンと出会い多大な影響を受ける。ロシアでは「芸術世界」に参加し1899年に出品するが、コロヴィンと出会ってから度々パリを訪れ、1900年からは本格的に移住して活動の本拠とした。以降、アンデパンダン展に毎回のように出品するとともに、サロン・ドートンヌにもごく初期から参加し、セルゲイ・ディアギレフやギヨーム・アポリネールとも交流を持った。1906年にはアンブロワーズ・ヴォラールの画廊で、1909年にはドリュエ画廊で個展を開く一方で、「芸術世界」「金羊毛」「ロシア美術家連盟」といった組織によるロシアでの展覧会でも作品が紹介されている。1911年にオルセーに家を購入して落ち着いたことから、美術界の主流から少しずつ離れるようになる。その後も展覧会への出品は細々と続けてはいたが、1930年に咽頭癌で没する。
1905年にパリのロシア人コロニー出身の女性と結婚し、翌年生まれた長女をはじめとして三人の子供を授かった。

## 作風
初期の作品には印象派とともにセザンヌや新印象派の影響も認められる。しかし、1905年に出現したフォーヴィスムと強く同調し、強烈な色彩と力強いタッチが画面を彩るようになる。初期には風景や静物が多かった主題も、結婚しオルセーに移ってからは家族を対象にしたものが増えるようになった。

## 代表作
- 『サン＝ドニ門』（1901年、プチ・パレ美術館）
- 『太陽と虹』（1905年、プチ・パレ美術館）